# Wolfgang Riemann (Politiker)
Wolfgang Riemann (* 27. Oktober 1951 in Wolmirstedt; † 26. Januar 2024 in Koserow) war ein deutscher Politiker (CDU).

## Leben
Riemann besuchte die Grundschule, die Polytechnische Oberschule und die Erweiterte Oberschule in Güstrow. 1968 wurde er wegen „versuchten ungesetzlichen Grenzübertritts“ verurteilt. An der Abendschule und der Fachschule wurde er Agrar-Ingenieur und war bei der Pflanzenzüchtung Neugattersleben Saatzuchtassistent. Nach einem Fernstudium zum Diplomagraringenieur war er Abteilungsleiter bei der Landwirtschaftlichen Produktionsgenossenschaft (LPG) Irxleben und danach bei der LPG Usedom.

## Politik
Riemann wurde 1973 Mitglied der DDR-Blockpartei CDU. Er war Vorsitzender des CDU-Kreisverbandes Ostvorpommern. Er gehörte dem Landtag von Mecklenburg-Vorpommern von 1990 bis 2006 an und war dort Vorsitzender des Finanzausschusses.